# Rafael Jurado
Rafael Jurado Chacón (n. Huelva, 1900 - f. Tarifa, 1977) fue un mecánico, sindicalista minero y político socialista español.

## Biografía
Mecánico ajustador en las empresas mineras de Riotinto, se afilió a la Unión General de Trabajadores (UGT) en 1929 y al Partido Socialista Obrero Español en 1930. Fue uno de los máximos dirigentes sindicales de la provincia de Huelva durante la Segunda República: vicepresidente desde 1931 hasta 1936 y presidente a partir de 1936 del Sindicato Minero de Huelva, vocal de la oficina de colocación obrera de Huelva desde mayo de 1931 a julio de 1936 y presidente de la Federación Obrera provincial. En 1934 es iniciado en la masonería en la logia Francisco Esteva n.º 39 de Huelva. En abril de 1936 fue elegido por Largo Caballero como candidato para compromisario para la elección del presidente de la República resultando elegido y formó parte de la comisión mixta que junto con la cámara de diputados, eligió el 10 de mayo de 1936 en el Palacio de Cristal del parque del Retiro de Madrid a Manuel Azaña. Al estallar la Guerra Civil participó en la denominada columna minera de Riotinto, formada por miliacianos mineros y guardias de asalto que armados con escopetas de caza y dinamita y con camiones blindados artesalnalmente y otros vehículos requisados a las empresas mineras, se dirigía a Sevilla el 19 de julio de 1936 para hacer frente a las tropas del general Gonzalo Queipo de Llano. Fueron traicionados por el comandante de la guardia civil Gregorio Haro quien marchó un día antes en avanzada hacia Sevilla y se alió con los rebeldes de Queipo, organizando una emboscada en la localidad sevillana de Camas, en un lugar llamado cuesta de la Pañoleta donde fue interceptada y destruida la columna. Fue uno de los pocos que logró sobrevivir al ataque y huir, todos los milicianos capturados con vida, fueron fusilados en las calles de Sevilla en los días posteriores. A partir de ese hecho estuvo presente en la defensa de la legalidad republicana organizando el batallón Río Tinto en Madrid, así como comisario de batallón y más tarde de brigada de la defensa antiaérea DECA. Tras su paso por el comisariado del Ejército del Este en Valencia, se traslada al norte, participa en la Batalla del Ebro y tras esa derrota se desplaza a Cataluña. En febrero de 1939 se traslada a Francia y es internado en el campo de refugiados de Les Barcarés, desde donde inicia sin éxito la solicitud de exilio a México, Tras el inicio de la Segunda Guerra Mundial, bajo amenaza de repatriacion a España,  es obligado a alistarse en la Legión Extranjera francesa y es destinado a Túnez y posteriormente a Casablanca en el Marruecos francés donde en 1942 embarco en el buque Nyassa con destino a México en donde estuvo exiliado su registro de llegada se encuentran en los archivos históricos de la nación (México). Llegó a Veracruz en mayo de ese año, y luego se estableció en Ciudad de México y estuvo en contacto con la comunidad española en exilio en aquella ciudad y se involucró activamente en la actividad taurina de la Plaza de Toros de Ciudad de México, allí establecía contacto con el torero español Miguel Báez, con cuyo padre, también torero y de Huelva tenía gran amistad, y utilizaba la valija del torero para enviar fondos recaudados en México a la Gestora clandestina del PSOE en Madrid, liderada por Tomas Centeno Sierra,  apresado y masacrado posteriormente por las fuerzas represivas del franquismo y cuya mujer e hijo acabaron también emigrando a México tras el asesinato. Trabajó en las Industrias Dragón y en la fabricación de estufas de petróleo y de carritos de juguete para niños. En 1962 se trasladó a Argentina (Buenos Aires), dedicándose al negocio del calzado. Regresa a España en 1975. Murió en Tarifa en 1977.
Tras la guerra civil, su familia residente en Huelva, fue víctima de persecuciones y represalias, teniendo que abandonar la ciudad y más tarde la provincia con destino a Madrid.